# گنجعلی خان
گنجعلی خان از حکام مشهور زمانِ شاه عباس صفوی است که از سال ۱۰۰۵ تا ۱۰۳۴ هجری قمری بر کرمان فرمانروایی و آثار و بناهای زیادی بنا کرد و در آبادی این منطقه کوشش کرد. گنج‌علی خان از افراد یکی از طوایف ایران، یعنی طایفه «زیک» بود.

## زندگی‌نامه
آن روزهایی که عباس میرزا (همان شخصی که بعدها شاه عباس شد) در هرات تحت نظر بود، گنج‌علی بیگ از امرای زیک در جرگ خدام مخصوص و معتبر درگاه شاهزاده بود و از کمال کاردانی به هر خدمتی که مأمور شدی حسن کفایت ظاهر کردی. قرار بود به دستور شاه اسماعیل دوم عباس میرزا هم مثل سایر شاهزادگان بقتل برسد. اما در همان روز خبر مرگ شاه رسید(۹۸۵ه‍.ق ۹۵۵ه‍.ش ۱۵۷۷م) و علیقلیخان شاملو و مرشد قلیخان استاجلو و همین گنج‌علی بیگ شاهزاده را حفظ کردند و بعدها او را بطرف پایتخت حرکت دادند. در مشهد بود که مرشد قلیخان لقب خانی به گنج‌علی بیگ داد و او گنج‌علی خان شد.
شاه عباس همیشه به گنج‌علی خان احترام می‌گذاشت و او را بابا خطاب می‌کرد.
گنج‌علی خان از ۱۰۰۵ه‍.ق (۹۷۴ه‍.ش) (۱۵۹۶م) تا ۱۰۳۴ه‍.ق (۱۰۰۲ه‍.ش) (۱۶۲۴م) حاکم کرمان بوده و پس از او نیز پسرش محمدذوق حکومت کرمان را داشت. حوزه حکومتی گنج‌علی خان از مرز فارس تا سرحد قندهار کشیده می‌شد و تمام کرمان و بلوچستان و قائنات و سیستان را در بر می‌گرفت.
گنج‌علی خان از امرایی است که در زمان او اقدامات بسیار اساسی و مهمی در کرمان شده‌است. تمام راه‌ها که به دریا ختم می‌شد امن و امان شد و تجارت رونق گرفت.
گنج‌علی خان با سپاه کرمان در بیشتر لشکر کشی‌های شاه عباس شرکت داشت چنان‌که در ۱۰۰۶ ه‍.ق از طریق طبس به جنگ ازبکان رفت و در سال ۱۰۱۱ ه‍.ق برای دفع عبدالباقی خان ازبک خود را به خراسان رسانید و در این جنگ امرای بزرگی مثل اللهوردی خان نیز حضور داشتند. در سال ۱۰۱۳ ه‍.ق برای جنگ با عثمانی‌ها به آذربایجان رفت و تا دریاچه وان رسید. در سال ۱۰۲۰ه‍.ق به بلوچستان لشکر کشید و قلعه بن فهل (بم پور) را گرفت. در سال ۱۰۲۵ه‍.ق عازم گرجستان و جنگ با عثمانی شد. در سال ۱۰۲۸ که شاه عباس عازم قندهار شد گنج‌علی خان نیز با او بود و در همین وقت بود که حکومت قندهار و توابع را هم به ایالت پناه گنج‌علی خان حاکم کرمان التفات فرمودند.

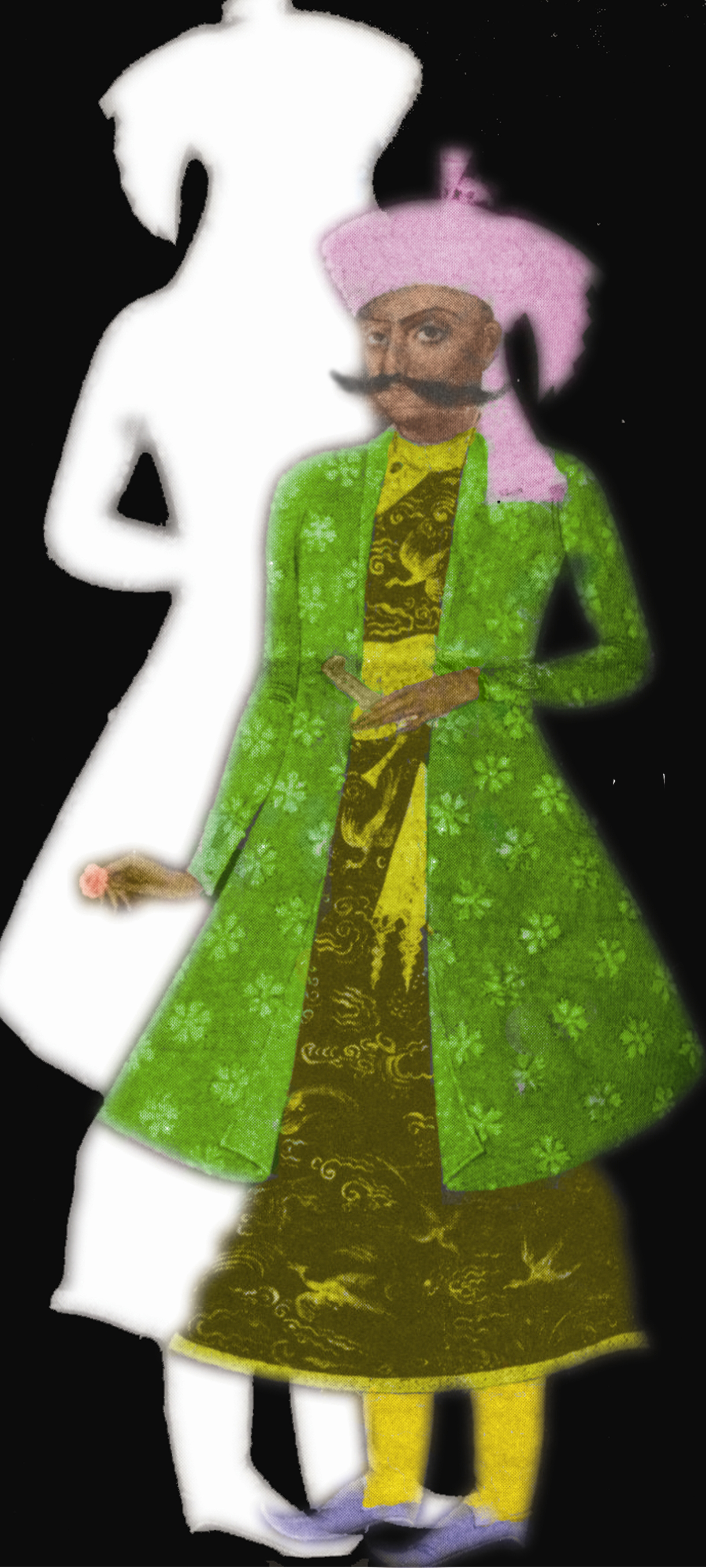
گنجعلی خان

## فرجام کار
گنج‌علی خان در سال ۱۰۳۳ه. ق. یا به روایت صحیح‌تر در سال ۱۰۳۴ه. ق؛ و هنگامی که بر بالای ایوان ارگ قندهار در تختی که به نرده ی ایوان تکیه داشت خوابیده بود توسط گماشتگان شیر خان ابدالی به قتل رسید.
پسرانش محمدذوق و علی‌مردان خان نعش پدر را از قندهار به مشهد مقدس معلی نقل نموده و در روضه رضویه در جوار بارگاه ملکوتی امام رضا (ع) مدفون گردانید.
حکومت گنج‌علی خان حدود سی سال طول کشید که درست مقارن با دوران شگفتی و قدرت شاه عباس کبیر است. گنج‌علی خان از همان روز نخست ورود خویش شروع به اقدامات عمرانی اساسی کرد. او برای اینکه در وسط شهر تفرج گاه‌های عمومی وجود داشته باشد به همت و ابتکار استاد سلطان محمد معمار یزدی، ابتدا یک میدان بزرگ ایجاد کرد. این میدان که بیش از ۱۰۰ متر طول و ۵۰ متر عرض دارد از چهار طرف به بناهای اختصاصی محصور گردیده و یک مجموعه عالی از آثار عمرانی عصر صفوی به‌شمار می‌رود.

## نامه شاه عباس به گنج‌علی خان
از شاه عباس به گنج‌علی خان حاکم کرمان:
گنج‌علی خان! جمعی از حرکات و رفتار تو بد می‌گفتند خواستم شخصاً تحقیق کنم. به همین جهت به کرمان آمدم و همان روزی که تو به جمعی به سرآسیا می‌رفتی به این شهر رسیدم. با جمعیت به سرآسیا (سراسیاب فرسنگی کنونی) آمدم. سه شب در فلان کاروانسرا ماندم و بر من یقین شد که آنچه درباره تو گفته‌اند دروغ و خطا بوده‌است.
امروز حکومت هرات و قندهار نیز به حکومت تو اضافه می‌شود. تو بناهای خود از مسجد و حمام و آب انبار همه را به همان صورت که شروع کرده‌ای تمام کن ... چه، شکایت و فریادهای مردم تمام می‌شود اما عمارات و آثار خیر باقی می‌ماند ...